# Sean Snyder
Sean Snyder (Virginia Beach, 1972) is een Amerikaanse mediakunstenaar, die zich bezighoudt met video, fotografie en tekst. Een onderwerp dat voortdurend in zijn werk terugkomt is de wereldwijde communicatie aan de hand van gegevens, beelden en codes. Door middel van casestudy's die bijvoorbeeld over stedenbouw of de nieuwsmedia gaan, onderzoekt Snyder de vreemde en vaak verrassende verschuivingen die in de betekenis van informatie plaatsvinden.

## Biografie
Sean Snyder is geboren in Amerika, maar heeft zich na zijn eerste studie gevestigd in Frankfurt te Duitsland. Snyder studeerde in Amerika aan de Rhode Island School of Design in Providence, aan de Boston University in Boston en in Duitsland aan de Städelschule in Frankfurt. Sinds het midden van de jaren negentig heeft hij een oeuvre ontwikkeld die thema's als de creatie, betekenis en perceptie van informatie, beelden en codes bij zich draagt. In de tentoonstelling No Apocalypse, Not Now in de Kölnischer Kunstverein wordt het werk van Snyder voor het eerst in Duitsland op een alomvattende manier gepresenteerd. Vóór 2013 werd Snyders werk al in Nederland, Het Verenigd Koninkrijk, Ierland en de Verenigde Staten geëxposeerd. 

### Van Abbemuseum
Vanaf 2010 was het werk van Snyder te zien in de tentoonstelling 'THE POLITICS OF COLLECTING - THE COLLECTING OF POLITICS' (25/09/2010 - 06/02/2011) in het van Abbemuseum te Eindhoven. In deze tentoonstelling stond het verzamelen centraal. Vragen die werden gesteld zijn: 'Wat betekent het om kunstwerken samen te brengen en te bezitten?'; 'Welk wereldbeeld roep je op met een collectie?'; en 'Wie brengt de werken samen en waarom?' De tentoonstelling keek naar de betekenis van het verzamelen van 'politieke momenten' die de hedendaagse cultuur betekenis geven. In de tentoonstelling werden kunstenaars opgenomen die het verzamelen als strategie gebruiken om een beeld te scheppen van de sociaal-maatschappelijke situatie waarin ze leven. Sean Snyder was een van deze kunstenaars.  

## Werk
Het werk van Snyder is een uitgebreid onderzoek naar de beeldvorming en rapportage van voornamelijk oorlog. Daarbij is het niet de bedoeling om commentaar te geven op politieke kwesties, maar om de representatie van gebeurtenissen te onderzoeken aan de hand van tweedehandse elementen zoals foto's. Zijn onderzoeken naar de communicatiemedia rondom oorlog slingeren zijn heen en weer tussen feit en fictie en wat eenvoudig lijkt, kan veel complexer blijken te zijn. Of een oorlogsfoto door een krant of door een soldaat is gefotografeerd is belangrijk voor het perspectief. Door verschillende informatiebronnen zoals brieven en foto's random te coderen, deconstrueert Snyder aannames die aan een onderwerp kunnen worden toegeschreven.
Snyder gebruikt een breed scala aan bronnenmateriaal als basis van zijn werk, variërend van nieuws, reclame, entertainment of amateurclips tot informatie uit openbare of overheidsdatabases, sequenties van privéblogs en zelfs zelfgeproduceerde afbeeldingen. Hij focust zich met name op beeldend materiaal, maar gebruikt dus af en toe ook teksten. Over het gebruik van tekst in zijn werk, zegt Snyder het volgende: ‘If I use text in a project its simply another tool to explain what can’t be accomplished by other means. That simple. If there’s text it’s basically a description or a filtered take on the material.’
Met zijn werk onthult en bevraagt Snyder de mechanismen van informatie- en beeldproductie in de hedendaagse globale mediawereld, zonder per se een oordeel te vellen. De thematische gebieden die hij in de loop van zijn werk aanraakt, omvatten centrale vragen en gebeurtenissen uit het recente verleden.

### ‘Untitled (Archive, Iraq)’ (2003-2005)
Snyder heeft met name interesse in mediaberichten die over oorlog verschijnen. Zoals in het werk ‘Untitled (Archive, Iraq)' te zien is. Deze mixed media-installatie bestaat uit een verzameling digitale afbeeldingen, video's en tekstdocumenten die zijn gemaakt door verschillende mensen die de oorlog hebben meegemaakt. Snyder gebruikt dit materiaal om een visueel verhaal van de oorlog te creëren, waarin de herinneringen en ervaringen worden weergegeven van ooggetuigen van de oorlog. Deze omvatten een scala aan afbeeldingen, zoals familiekiekjes, vakantiefoto's, militaire propaganda en souvenirs, die inzicht bieden in het dagelijkse leven van het conflict en met rasters aan de muur is gerangschikt. De collectie is een unieke bron voor onderzoekers en het publiek en biedt een alternatieve kijk op de oorlog in Irak. Het werk werd voor het eerst tentoongesteld in 2010 en is sindsdien te zien in musea over de hele wereld.

## Exposities (selectie)
2004: 
- 'Sean Snyder / Monika Sosnowska "Sean Snyder / Monika Sosnowska', de Appel, Amsterdam, NL

2007:
- ‘Sean Snyder: Optics. Compression. Propaganda’, Lisson Gallery, Londen, VK.[8]
- 'Plug In #22', Van Abbe Museum, Eindhoven, NL

2009:
- 'Index', Instituut voor Hedendaagse Kunst, Londen, VK.

2010:
- 'The Real War', Israëlisch Centrum voor Digitale Kunst, Holon, IL
- Artists Space, New York, VS.

2013:
- 'No Apocalyps. Not Now', Kölnischer Kunstverein, Keulen, DE
- Irish Museum of Modern Art, Dublin, IE
- Museum voor Hedendaagse Kunst, Detroit, MI, VS

2014:
- Barbican Art Gallery, Londen, VK

2015: 
- 'Re-convergentie (algoritmische archeologie)', Document, Chicago, IL, VS
- Kunstinstituut Melly, Rotterdam, NL
- Nam Juin Paik Center, Seoel, KR

2016:
- 'Aspect Ratio / Dispositif', Galerie Chantal Crousel, Parijs, FR
- 'Oog van de Huracán', Schloss, NO
- ZKM, Karlsruhe, DE

2017:
- Galerie Neu, Berlijn, DE
- Bonniers Konsthall, Stockholm, SE

2020:
- Rembrandt and Ravachol Appreciation Society, Rongwrong, Amsterdam, NL

## Prijzen (selectie)
- 2000: IASPIS
- 2006: ARTE Prize for a European Short Film
- 2007: Israeli Center for Digital Art